# Silene rosiflora
Silene rosiflora är en nejlikväxtart som beskrevs av F. K. Ward. Silene rosiflora ingår i släktet glimmar, och familjen nejlikväxter. Inga underarter finns listade i Catalogue of Life.